# Vårsta diakoni
Vårsta diakoni är en diakonigård i Härnösands kommun, grundad 1912. Då som dotterinstitution till Ersta diakonisällskap i Stockholm, självständig stiftelse 1917. Initiativtagare var biskop Ernst Lönegren. Här bedrivs undervisning och här är centrum för Svenska kyrkans krisarbete. 2009 invigdes en visningsträdgård med klostertema.